# Wolica (Grande-Pologne)
Pour les articles homonymes, voir Wolica.
Wolica est une localité polonaise de la gmina de Godziesze Wielkie, située dans le powiat de Kalisz en voïvodie de Grande-Pologne.